# Henry J. Spooner

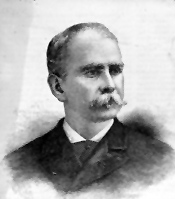
Henry J. Spooner

Henry Joshua Spooner (* 6. August 1839 in Providence, Rhode Island; † 9. Februar 1918 ebenda) war ein US-amerikanischer Politiker. Zwischen 1881 und 1891 vertrat er den ersten Wahlbezirk des Bundesstaates Rhode Island im US-Repräsentantenhaus.

## Werdegang
Henry Spooner besuchte die öffentlichen Schulen seiner Heimat und danach bis 1860 die Brown University in Providence. Danach begann er ein Jurastudium, das er aber wegen des Bürgerkrieges unterbrach, an dem er als Soldat der Union teilnahm. Nach dem Krieg wurde er im Jahr 1865 als Rechtsanwalt zugelassen. Daraufhin übte er diesen Beruf in seiner Heimatstadt Providence aus. 1877 wurde er Leiter der Veteranenvereinigung der Unionsarmee (Grand Army of the Republic) in Rhode Island. Politisch war er Mitglied der Republikanischen Partei. Zwischen 1875 und 1881 war Spooner Abgeordneter im Repräsentantenhaus von Rhode Island; von 1879 bis 1881 war er Speaker dieser Parlamentskammer.
Nach dem Rücktritt des Kongressabgeordneten Nelson W. Aldrich wurde Spooner bei der fälligen Nachwahl zu dessen Nachfolger im Kongress gewählt. Nachdem er bei den folgenden regulären Wahlen jeweils in seinem Mandat bestätigt wurde, konnte Spooner zwischen dem 5. Dezember 1881 und dem 3. März 1891 im Kongress verbleiben. Von 1889 bis 1891 war er Vorsitzender des Committee on Accounts. Bei den Wahlen des Jahres 1890 unterlag er Oscar Lapham von der Demokratischen Partei.
Nach dem Ende seiner Zeit im Kongress arbeitete Spooner wieder als Anwalt. Im Jahr 1902 wurde er noch einmal in das Repräsentantenhaus von Rhode Island gewählt. Henry Spooner starb im Februar 1918 in seiner Heimatstadt Providence und wurde dort auch beigesetzt.